# Julie (mangue)
Pour les articles homonymes, voir Julie.
La mangue « Julie », également appelée « Saint Julian », est un cultivar que l'on trouve dans les Caraïbes. 

## Histoire
Les origines de la mangue Julie sont incertaines, mais des études génétiques récentes montrent qu'elle est peut-être issue de cultivars introduits dans les Caraïbes via la Jamaïque depuis la Réunion bien que son caractère monoembryonnaire suggère qu'elle soit issue de la lignée indienne de mangues.
‘Julie’ a été reconnue pour sa saveur exceptionnelle et sa croissance naine. Il a été introduit aux États-Unis au sud de la Floride par Lawrence Zill, pépiniériste et horticulteur connu pour produire de nouvelles variétés de mangues. Plusieurs variétés de la Floride descendent directement ou indirectement de Julie, dont ‘Sophie Fry’, ‘Gary’ et ‘Carrie’ aini que « Graham », une variété de Trinidad. 
Le cultivar s'est toutefois révélé difficile à adapter au climat humide de la Floride et était très sensible aux champignons, ce qui le rend impropre à la culture commerciale. Néanmoins, la variété a été vendue comme matériel de pépinière pour la culture familiale et continue de le faire à une échelle limitée. Il reste une variété populaire dans les Antilles, elle est appelée « Saint Julian », dans les Antilles anglophones et néerlandophones.
Les arbres ‘Julie’ font partie des collections du dépôt de matériel génétique de l'USDA à Miami, en Floride, du Tropical Research and Education Center de l'Université de Floride  à Homestead, en Floride, et du Miami-Dade Fruit and Spice Parc, également dans Homestead. 

## Fruit du manguier
Le fruit pèse entre 300 et 500 grammes à maturité. La couleur de la peau est verte avec un peu de cramoisi. Le fruit a une forme quelque peu inhabituelle qui est ovale avec un côté aplati distinctif. La chair est juteuse et non fibreuse, avec une couleur orange foncé et une saveur très riche. Il contient une graine monoembryonnaire. Aux Antilles les mangues mûrissent de mai à septembre, en Floride de juin à juillet.

## Production et valeur nutritionnelle
L'arbre est célèbre pour sa petite croissance naine. Les arbres Julie poussent très lentement et dans le sud de la Floride est capable de maintenir une hauteur d'environ 10 pieds sans élagage. Dans les Caraïbes cependant, il y a des manguiers Julie qui ont plus de 30 ans.
La 30e législature des îles Vierges américaines a adopté une résolution déclarant la mangue Julie « fruit de choix des îles Vierges ».[réf. nécessaire]